# Cymbidium cyperifolium
Cymbidium cyperifolium је врста орхидеја из рода Cymbidium и породице Orchidaceae Природни аерал ове врсте је: Хималаји до јужне Кине (покраина Јунан) и Филипини. Има наведених подврста у бази Catalogue of Life.
Подврсте:
- Cymbidium cyperifolium subsp. cyperifolium
- Cymbidium cyperifolium subsp. indochinense
- Cymbidium cyperifolium var. szechuanicum